# Алекс Руссо
Алекса́ндра (А́лекс) Ла́йнус (урождённая Руссо́; англ. Alexandra "Alex" Linus) — персонаж телесериала «Остаться в живых». Её роль исполнила актриса Таня Реймонд.
Алекс родилась за 16 лет до катастрофы рейса «Oceanic 815», но её забрали «Другие» у её матери Даниэль Руссо. Она росла с ними, полагая, что её мать мертва. Много раз помогала выжившим с рейса 815 и в конце третьего сезона встретилась со своей настоящей матерью. Вскоре после этого была застрелена Мартином Кими, после того, как её приёмный отец Бенджамин Лайнус не захотел выполнять их требования. Сцена её смерти была высоко оценена критиками, которые назвали её «одним из самых драматичных моментов сезона».

## Биография

### До катастрофы
Её мать, Даниэль Руссо, будучи на седьмом месяце беременности, и отец Роберт Руссо находились во французской научной экспедиции и потерпели кораблекрушение на Острове за 16 лет до катастрофы рейса 815. По словам Руссо, её команда заболела и ей пришлось их всех убить, после чего она родила Александру. Через неделю после этого она увидела столб чёрного дыма. В ту ночь Бенджамин Лайнус и молодой Итан Ром по приказу Чарльза Уидмора должны были убить Даниэль и её ребёнка. Вместо этого, не желая убивать невинного ребёнка, Бен похитил Алекс и выдал её за свою дочь, а Даниэль сохранил жизнь.
Отношения с отцом, Бенджамин Лайнус из-за её романтичных отношений с Карлом. По словам Бена, он боится, что Алекс забеременеет и погибнет, так как беременные не выживают на Острове.

### После катастрофы
16 лет спустя Алекс встречает беременную Клэр Литтлтон, которую похитил Итан, чтобы забрать её ребёнка. Она предупреждает её, что они убьют её как только получат её ребёнка. Она помогает Клэр сбежать и вернуться в безопасное место. (Декретный отпуск) Алекс участвует в пленении Майкла. Том кричит ей чтобы он привела к нему Кейт, но она уговаривает это сделать другого, а когда он уходит она спрашивает у Майкла о состоянии Клэр, но он не отвечает. (Три минуты) Алекс была на причале когда Майкл привёл Джека, Кейт, Сойера и Херли в ловушку Других. (Живём вместе, умираем поодиночке) На камнеломне Алекс тайно говорит с Кейт. Она спрашивает не сидит ли с ними в клетках парень по имени Карл. Кейт говорит что нет. Алекс говорит что на ней её платье и говорит оставь его себе и убегает. (Стеклянная балерина) На следующий день Алекс врывается на камнеломню и обвиняет Дэнни в убийстве Карла, но её хватают и уводят. Она успевает крикнуть Кейт чтобы она не верила им. (Я согласна). Когда Сойер и Кейт при помощи Джека сбегают из клеток Алекс помогает им. Они прячутся в её укрытии, а после она предлагает им сделку: она даст им лодку если они помогут освободить её парня Карла. Они согласны и все они проникают в комнату и освобождают Карла после чего бегут к берегу. Там их догоняет Пиккет, но Джульет его убивает и убеждает Алекс остаться. Она прощается с Карлом и они уплывают. (Не в Портленде)

## Создание персонажа
При первом кастинге на эту роль Тане Реймонд сказали, что её персонажа будут звать Джессика. Более того, Джессика должна была появиться как одна из выживших в серии «Декретный отпуск». Актёрам на пробах часто давали ложные фрагменты сценариев с отличающимися от итоговых именами для предотвращения утечек и спойлеров. При первом появлении Реймонд была указана в титрах как «молодая девушка», чтобы раньше времени раскрывать дальнейшие появления Алекс.
Мира Фурлан, сыгравшая её мать Даниэль Руссо, встретилась с Реймонд всего за несколько минут до съёмок сцены их воссоединения в финале третьего сезона. Актёры считали, что эта сцена должна была стать «важным моментом» для их персонажей, Фурлан описала её как основу их человеческой сущности. Также она положительно отозвалась о Реймонд, назвав её великолепным партнёром и отметив их физическое сходство.

## Критика
Джефф Дженсен из Entertainment Weekly описал сцену гибели Алекс как «хардкорную», отметив, что она будет «находиться очень высоко в списке всех поворотных моментов в истории „Остаться в живых“» к концу сериала.
Перед премьерой финала четвёртого сезона Дженсен поставил этот эпизод на второе место среди лучших моментов сезона.
Крис Каработт из IGN также признал эту сцену одной из самых главных во всём сериале из-за «феноменальных съёмки, монтажа и актёрской игры».
Оскар Даль описал её как сцену «с идеальным темпом событий… огромным шоком… и одним из лучших примеров актёрской игры, которую вы когда-либо видели», поставив на пятое место среди лучших моментов сезона. Обозреватель сайта TMZ высоко оценила сцену казни Алекс, поставив ей оценку «A+».